# Loco de amor
Loco de amor è il sesto album discografico in studio del cantante colombiano Juanes, pubblicato nel 2014.

## Tracce
1. Mil Pedazos – 3:11
2. Loco de Amor – 3:20
3. La Luz – 2:57
4. La Verdad – 3:03
5. Una Flor – 3:47
6. Delirio – 4:11
7. Laberinto – 3:24
8. Persiguiendo el Sol – 3:43
9. Corazón Invisible – 3:20
10. Me Enamoré de Ti – 4:24
11. Radio Elvis – 3:12

## Classifiche
| Classifica (2014) | Posizione raggiunta |
| Argentina         | 8                   |
| Colombia          | 1                   |
| Messico           | 3                   |
| Stati Uniti       | 36                  |
| ----------------- | ------------------- |